# Немецька-Весь
Немецька-Весь (пол. Niemiecka Wieś) — село в Польщі, у гміні Щитники Каліського повіту Великопольського воєводства.
Населення — 158 осіб (2011).
У 1975-1998 роках село належало до Каліського воєводства.

## Демографія
Демографічна структура станом на 31 березня 2011 року:
|          | Загалом | Допрацездатний вік | Працездатний вік | Постпрацездатний вік |
| -------- | ------- | ------------------ | ---------------- | -------------------- |
| Чоловіки | 76      | 24                 | 46               | 6                    |
| Жінки    | 82      | 14                 | 54               | 14                   |
| Разом    | 158     | 38                 | 100              | 20                   |